# Dale McCourt
Dale Allen McCourt, född 26 januari 1957, är en kanadensisk före detta ishockeytränare och professionell ishockeyspelare som tillbringade sju säsonger i den nordamerikanska ishockeyligan National Hockey League (NHL), där han spelade för ishockeyorganisationerna Detroit Red Wings, Buffalo Sabres och Toronto Maple Leafs. Han producerade 478 poäng (194 mål och 284 assists) samt drog på sig 124 utvisningsminuter på 532 grundspelsmatcher. Han har även spelat på lägre nivåer för HC Ambri-Piotta i Nationalliga A (NLA) och Nationalliga B (NLB), Hamilton Fincups och St. Catharines Fincups i Ontario Major Junior Hockey League (OMJHL) och Sudbury Wolves och Hamilton Red Wings i OHA-Jr.
McCourt draftades i första rundan i 1977 års draft av Detroit Red Wings som första spelare totalt.
Han är brorson till den före detta ishockeyspelaren George Armstrong, som vann fyra Stanley Cup med Maple Leafs.

## Statistik
| 1971–1972      | Welland Sabres         | SOJAHL         | 34  | 35  | 28  | 63  | 39  | —  | —  | —  | —  | —  |
| 1972–1973      | Sudbury Wolves         | OHA-Jr.        | 26  | 6   | 11  | 17  | 0   | 4  | 0  | 1  | 1  | 0  |
| 1973–1974      | Hamilton Red Wings     | OHA-Jr.        | 69  | 20  | 38  | 58  | 45  | —  | —  | —  | —  | —  |
| 1974–1975      | Hamilton Fincups       | OMJHL          | 69  | 52  | 74  | 126 | 57  | 17 | 10 | 17 | 27 | 0  |
| 1975–1976      | Hamilton Fincups       | OMJHL          | 66  | 55  | 84  | 139 | 19  | 14 | 20 | 8  | 28 | 12 |
| 1976–1977      | St. Catharines Fincups | OMJHL          | 66  | 60  | 79  | 139 | 26  | 14 | 7  | 13 | 20 | 6  |
| 1977–1978      | Detroit Red Wings      | NHL            | 76  | 33  | 39  | 72  | 10  | 7  | 4  | 2  | 6  | 2  |
| 1978–1979      | Detroit Red Wings      | NHL            | 79  | 28  | 43  | 71  | 14  | —  | —  | —  | —  | —  |
| 1979–1980      | Detroit Red Wings      | NHL            | 80  | 30  | 51  | 81  | 12  | —  | —  | —  | —  | —  |
| 1980–1981      | Detroit Red Wings      | NHL            | 80  | 30  | 56  | 86  | 50  | —  | —  | —  | —  | —  |
| 1981–1982      | Detroit Red Wings      | NHL            | 26  | 13  | 14  | 27  | 6   | —  | —  | —  | —  | —  |
|                | Buffalo Sabres         | NHL            | 52  | 20  | 22  | 42  | 12  | 4  | 2  | 3  | 5  | 0  |
| 1982–1983      | Buffalo Sabres         | NHL            | 62  | 20  | 32  | 52  | 10  | 10 | 3  | 2  | 5  | 4  |
| 1983–1984      | Buffalo Sabres         | NHL            | 5   | 1   | 3   | 4   | 0   | —  | —  | —  | —  | —  |
|                | Toronto Maple Leafs    | NHL            | 72  | 19  | 24  | 43  | 10  | —  | —  | —  | —  | —  |
| 1984–1985      | HC Ambri-Piotta        | NLB            | 40  | 34  | 25  | 59  | —   | —  | —  | —  | —  | —  |
| 1985–1986      | HC Ambri-Piotta        | NLA            | 32  | 42  | 17  | 59  | 22  | —  | —  | —  | —  | —  |
| 1986–1987      | HC Ambri-Piotta        | NLA            | 36  | 25  | 28  | 53  | 42  | 5  | 5  | 2  | 7  | 20 |
| 1987–1988      | HC Ambri-Piotta        | NLA            | 36  | 29  | 20  | 49  | 22  | 6  | 6  | 6  | 12 | 4  |
| 1988–1989      | HC Ambri-Piotta        | NLA            | 36  | 41  | 24  | 65  | 39  | 6  | 1  | 4  | 5  | 0  |
| 1989–1990      | HC Ambri-Piotta        | NLA            | 28  | 18  | 26  | 44  | 26  | 2  | 0  | 0  | 0  | 0  |
| 1990–1991      | HC Ambri-Piotta        | NLA            | 35  | 19  | 14  | 33  | 58  | —  | —  | —  | —  | —  |
| 1991–1992      | HC Ambri-Piotta        | NLA            | 5   | 4   | 1   | 5   | 2   | —  | —  | —  | —  | —  |
| NHL totalt     | NHL totalt             | NHL totalt     | 532 | 194 | 284 | 478 | 124 | 21 | 9  | 7  | 16 | 6  |
| NLA totalt     | NLA totalt             | NLA totalt     | 208 | 178 | 130 | 308 | 211 | 19 | 12 | 12 | 24 | 24 |
| NLB totalt     | NLB totalt             | NLB totalt     | 40  | 34  | 25  | 59  | —   | —  | —  | —  | —  | —  |
| OMJHL totalt   | OMJHL totalt           | OMJHL totalt   | 201 | 167 | 237 | 404 | 102 | 45 | 37 | 38 | 75 | 18 |
| OHA-Jr. totalt | OHA-Jr. totalt         | OHA-Jr. totalt | 95  | 26  | 49  | 75  | 45  | 4  | 0  | 1  | 1  | 0  |